# 羅伯特·哈里斯
羅伯特·哈里斯，CBE（英語：Robert Harris，1957年3月7日—），當代英國大眾小說家。
生於諾丁漢，劍橋大學塞爾文學院畢業後任記者，先後服務於BBC、星期日泰晤士報、每日電訊報，2003年曾獲英國新聞獎（British Press Awards）。現專事小說創作。他的小說經常改編成電視影集或電影。
哈里斯妻子的哥哥是英國作家尼克·宏比。

## 作品

### 長篇小說
- 《祖國》（Fatherland，1992年），1994年由HBO改编为电视电影。
- 《攔截密碼戰（英语：Enigma (novel)）》（Enigma，1995年）
- 《大間諜（英语：Archangel (Harris novel)）》（Archangel，1998年）
- 《龐貝（英语：Pompeii (novel)）》（Pompeii，2003年）
- 《最高權力》（Imperium，2006年），西塞羅三部曲第一卷
- 《獵殺幽靈寫手》（The Ghost，2007年）
- 《权谋之业（英语：Lustrum (novel)）》（2009年），西塞羅三部曲第二卷
- 《The Fear Index（英语：The Fear Index）》（2011年）
- 《军官与间谍（英语：An Officer and a Spy）》（2013年）
- 《独裁者（英语：Dictator (Harris novel)）》（2015年），西塞羅三部曲第三卷
- 《秘密会议（英语：Conclave (novel)）》（2016年）
- 《慕尼黑（英语：Munich (novel)）》（2017年）

### 短篇小說
- 《PMQ》，收錄於《Speaking with the Angel（英语：Speaking with the Angel）》（2000）

### 非小說
- 《A Higher Form of Killing: The Secret Story of Gas and Germ Warfare》（1982），與傑瑞米·派克斯曼合著
- 《Gotcha! The Government, the Media and the Falklands Crisis》（1983）
- 《Selling Hitler: The Story of the Hitler Diaries》（1986）
- 《Good and Faithful Servant: The Unauthorized Biography of Bernard Ingham》（1990）